# Казаче-Борисовский
Казаче-Борисовский — хутор в Тихорецком районе Краснодарского края России. Входит в состав Юго-Северного сельского поселения.

## История
Основан казаками Болтенковыми станицы «Архангельская» на реке «Борисовка». Отсюда название. До революции являлся собственностью казаков для возделывания сельскохозяйственных культур. После революции, в 20х годах, чета Болтенковых во главе с Михаилом переехала на хутор на постоянное место жительство, прячась от гонений казаков советской властью в станице. Доминирующие фамилии на хуторе: Болтенковы, Долматовы, Шеметовы. Роду, живущему на хуторе, принадлежал кирпичный завод, находящийся там же, и участок реки с греблей «Болтенкова». Перед войной на реке началось строительство ГЭС, но в связи с начавшейся Великой Отечественной войной строительство не было завершено. Так же роду принадлежала мельница и маслобойня в станице Архангельской. Впоследствии все это было национализировано Советской Властью.

## Население
| 2002 | 2010 |
| ---- | ---- |
| 262  | ↘223 |

## Улицы
- ул. Октябрьская[4].